# Mangonia Park
Mangonia Park ist eine Stadt im Palm Beach County im US-Bundesstaat Florida. Das U.S. Census Bureau hat bei der Volkszählung 2020 eine Einwohnerzahl von 2.142 ermittelt.

## Geographie
Mangonia Park grenzt direkt nördlich an das Stadtgebiet von West Palm Beach. 

## Demographische Daten
Laut der Volkszählung 2010 verteilten sich die damaligen 1888 Einwohner auf 750 Haushalte. Die Bevölkerungsdichte lag bei 1048,9 Einw./km². 9,5 % der Bevölkerung bezeichneten sich als Weiße, 83,1 % als Afroamerikaner, 0,6 % als Indianer und 0,2 % als Asian Americans. 3,3 % gaben die Angehörigkeit zu einer anderen Ethnie und 3,4 % zu mehreren Ethnien an. 9,2 % der Bevölkerung bestand aus Hispanics oder Latinos.
Im Jahr 2010 lebten in 47,1 % aller Haushalte Kinder unter 18 Jahren sowie 17,7 % aller Haushalte Personen mit mindestens 65 Jahren. 70,1 % der Haushalte waren Familienhaushalte (bestehend aus verheirateten Paaren mit oder ohne Nachkommen bzw. einem Elternteil mit Nachkomme). Die durchschnittliche Größe eines Haushalts lag bei 2,90 Personen und die durchschnittliche Familiengröße bei 3,30 Personen.
33,0 % der Bevölkerung waren jünger als 20 Jahre, 33,0 % waren 20 bis 39 Jahre alt, 21,7 % waren 40 bis 59 Jahre alt und 12,4 % waren mindestens 60 Jahre alt. Das mittlere Alter betrug 28 Jahre. 46,5 % der Bevölkerung waren männlich und 53,5 % weiblich.
Das durchschnittliche Jahreseinkommen lag bei 26.500 $, dabei lebten 22,7 % der Bevölkerung unter der Armutsgrenze.
Im Jahr 2000 war Englisch die Muttersprache von 80,47 % der Bevölkerung, spanisch sprachen 11,04 % und 8,49 % hatten eine andere Muttersprache.

## Verkehr
Wenige hundert Meter von der westlichen Stadtgrenze entfernt verläuft in Nord-Süd-Richtung die Interstate 95. Im Bahnverkehr besitzt die Stadt einen Haltepunkt der Tri-Rail, an dem Regionalzüge von hier bis nach Miami (Miami Airport Station) verkehren. Der nächste Flughafen ist der 10 km südlich gelegene Flughafen Palm Beach.

## Kriminalität
Die Kriminalitätsrate lag im Jahr 2010 mit 1512 Punkten (US-Durchschnitt: 266 Punkte) im sehr hohen Bereich. Damit gilt Mangonia Park als gefährlichste Stadt des Palm Beach County. Es gab im Jahr 2010 vier Vergewaltigungen, 22 Raubüberfälle, 39 Körperverletzungen, 72 Einbrüche, 145 Diebstähle, 24 Autodiebstähle und eine Brandstiftung.